# セーブ・ザ・チルドレン・ジャパン
公益社団法人セーブ・ザ・チルドレン・ジャパン（こうえきしゃだんほうじんセーブ・ザ・チルドレン・ジャパン、略称：SCJ）は、 セーブ・ザ・チルドレン世界連盟（International Save the Children Alliance）のパートナーとして、イギリスとアメリカ合衆国の各セーブ・ザ・チルドレンの要請を受けて1986年に設立されたNGOである。以前は日本国外務省所管の社団法人だったが、公益法人制度改革に伴い、2011年4月1日から公益社団法人。
セーブ・ザ・チルドレン・ジャパン（SCJ）の日本国内事務所は、東京都千代田区の本部事務局と、大阪府大阪市中央区の大阪事務所の2箇所。

## 活動目的
「本会は、地球上のあらゆる地域、特に開発途上国において、セーブ・ザ・チルドレン世界連盟と同一の理念にたって、戦争や武力紛争、貧困、飢饉及び災害等によって教育の機会が失われる子どもを援助するとともに、子どもの生命を守り、その生存と発達を確保し、子どもが等しく尊厳ある人間として生き得るべく、生活条件を改善するための国際協力を通じて、世界の平和、環境、発展に寄与することを目的とする。」 -- 定款第三条 (目的) より

## 活動内容
- 教育支援 - 学校建設・修復、識字教室の開催、教員へのトレーニング、教育カリキュラムへの助言、教育の必要性および教育を受ける権利についての啓蒙等
- 食料支援・栄養指導プログラム - 「子どもの栄養改善プログラム」 (体重測定、離乳食給食、離乳食調理実習) 、「母親の産前検診」事業等
- 医療保健プログラム - 保健衛生に関する研修、政府・保健所への保健サービスの重要性についての啓蒙
- 子どもの搾取と虐待対策プログラム等
- HIV/エイズ問題プログラム - 感染予防プログラム、感染した子どもたちへのケア
- 紛争と災害への緊急援助 - 緊急物資の配給、予防活動等

## 活動資金
2007年度「決算報告書」によると、受取り金のうち、個人・団体からの会費、寄付が約65%、政府・国際機関からの助成金・委託金が15%強を占める。その他は民間助成金、現地収入等である。
経常費用の内、管理費は11%程度をしめる。事業費 (5億4千万円) のうち海外に関する事業に約7割 (3億7千万円) 、国内に関する事業に約3割 (1億7千万円) が使われている。
補助金や委託事業の他、事業実施パートナーとして政府開発援助 (ODA) の一部を担っている。

## 関連機関
セーブ・ザ・チルドレン・ジャパン (SCJ) は、個人、企業、NGO団体等の他、公的機関との協力関係も重視している。
- 日本国外務省
- 国際連合難民高等弁務官事務所 (UNHCR)
- 国際連合児童基金 (UNICEF)
- 国際協力機構 (JICA)
- 世界銀行
- 文部科学省
- 日本郵政株式会社
- 柏レイソル
- 独立行政法人郵便貯金・簡易生命保険管理機構
- 特定非営利活動法人ジャパン・プラットフォーム (JPF) [2]

## 沿革
- 1919年 イギリスのロンドンで、エグランティン・ジェップがセーブ・ザ・チルドレンを創設。
- 1920年 スイスのジュネーヴで国際セーブ・ザ・チルドレン連盟 (International Save the Children Union) 発足。
- 1977年 ジュネーヴで、セーブ・ザ・チルドレン世界連盟 (International Save the Children Alliance) 発足。
- 1985年 社団法人大阪青年会議所と国際婦人福祉協会がセーブ・ザ・チルドレン・ジャパン設立準備に着手。
- 1986年 セーブ・ザ・チルドレン・ジャパンを設立し、セーブ・ザ・チルドレン世界連盟 (International Save the Children Alliance) に加入。フィリピンとタイに資金協力。
- 1987年 フィリピン、タイ、ネパール、バングラデシュに資金協力。
- 1988年 フィリピン、タイ、ネパール、バングラデシュ、インドネシア、メキシコ、ケニアに資金協力。
- 1989年 フィリピン、タイ、ネパールに資金協力。
- 1991年 大阪でセーブ・ザ・チルドレン世界連盟総会を開催。SCJ事務所をフィリピンに開設、都市貧困層の支援事業開始。
- 1992年 SCJ事務所をネパールに開設、農村開発事業開始。SCJ事務所をタイに開設、青少年事業開始。フィリピンにて、ピナトゥボ山噴火の被災者とストリートチルドレンへの事業開始。
- 1994年 アメリカのセーブ・ザ・チルドレンと合同で、ユーゴスラビア連邦共和国に支援活動。
- 1995年 日本国外務省により社団法人の認可を受ける。SCJ事務所をベトナムに開設、栄養改善事業開始。
- 1996年 SCJによる国際シンポジウムを開催。東京でセーブ・ザ・チルドレン世界連盟総会を開催。
- 1999年 イギリスのセーブ・ザ・チルドレン総裁を務めるイギリス王女アンが来日し、大阪で子どもボランティア発表会とチャリティーディナー開催。ミャンマーで栄養改善事業開始。
- 2000年 ジャパン・プラットフォーム (JPF) [2]理事団体になる。
- 2001年 日本国外務省により特定公益増進法人として認定される。インド西部地震被害の支援活動。タイで事業終了。
- 2002年 SCJ事務所をアフガニスタンに開設、教育を中心とした復興開発事業開始、藤原紀香がアフガニスタンを訪問。フィリピンで事業終了。
- 2003年 バグダードで教育支援活動。日本で子ども向けに「Speaking Out」事業 (日本国外の情報提供) 開始。
- 2004年 イラン・バム地震被害の支援活動。世界の各セーブ・ザ・チルドレンとともに、カンボジア、グアテマラ、エチオピア、コートジボワールで支援開始。
- 2005年 スマトラ沖津波被害の支援活動。スーダンで人道支援活動。パキスタン地震被害の支援活動。
- 2006年 ジャワ島中部地震被害の支援活動。世界各国のセーブ・ザ・チルドレンによるキャンペーン「Rewrite the Future いっしょに描こう! 子どもの未来」開始[3]。
- 2007年 南アジア大洪水[4] (2007 South Asian floods) 被害の支援活動。モンゴルで事業開始。ヨルダンで事業開始。
- 2008年 サイクロン・ナルギスによる被害の支援活動。四川大地震被害の支援活動。スリランカ国内避難民の支援活動。
- 2009年 ガザ地区に緊急募金。アフガニスタンの子どもに本を贈るチャリティー企画に協力[5]。「OPPAI PROJECT」開始、藤原紀香がベトナムを訪問[6]。スマトラ島沖地震 (2009年) 被害の支援活動。
- 2011年 公益社団法人に移行。

## 活動地域
SCJは世界の各地域に駐在員を置き、世界の各セーブ・ザ・チルドレンと提携し、約120カ国で、子どもの権利基盤アプローチに基づく事業実施とアドボカシー活動に取り組んでいる。各活動の実施期間は2年から3年であり、活動終了後は各地域が自立するためのサポートを続ける。

### アフリカ
エチオピア連邦民主共和国
- 2004年、エチオピア・エリトリア国境紛争を抱えるエチオピアに、世界の各セーブ・ザ・チルドレンとともに支援を開始した。

 ケニア共和国
- 1988年、事業の資金協力を実施。

 コートジボワール共和国
- 2004年、内戦状態の共和国に、世界の各セーブ・ザ・チルドレンとともに支援を開始した。

 スーダン共和国
- 2005年、ダルフール紛争にある共和国に人道支援活動を実施。

### 中東
イラク共和国
- 2003年、バグダッドで教育支援活動を実施。

 イラン・イスラム共和国
- 2004年、イラン・バム地震での被害に支援活動を実施。

 パレスチナ自治区
- 2009年、ガザ紛争が起きたガザ地区への緊急募金を実施、日本から1,800万円の支援金を集めた。日本人スタッフが現地に視察に入っている。

 ヨルダン・ハシミテ王国
- 2007年、事業を開始した。数十万人のイラク難民が暮らすヨルダンで、イラク人を含む幼児の幼児教育施設への受け入れを支援。幼稚園の修復を支援。幼稚園教員への教育研修を実施。イラク人とヨルダン人の相互理解の機会を提供している。

### アジア
アフガニスタン・イスラム共和国
- 2002年、SCJ事務所をカーブルとバーミヤーンに開設し、教育を中心とした復興開発事業を開始。住民自立支援、学校建設および修復、教員研修、地雷回避教育等。日本テレビ系列の24時間テレビ 「愛は地球を救う」で藤原紀香が内乱後のアフガニスタンを訪問して、現場の取材とレポートをした。
- 2004年、「セーブ・ザ・チルドレン藤原紀香アフガニスタン基金」で建設していたバーミヤーン州ヤカウラン郡アンダー村のアンダー女子小学校が完成。同年の活動は他に識字教育事業、子どもの権利および研修事業等。
- 2005年、「藤原紀香アフガニスタン基金」と他の支援金と合わせてバーミヤーン州バーミヤーン郡チャプダラ村に小学校を建設。他、学習環境改善事業、識字教育事業等。
- 2006年、アフガニスタンの治安情勢が悪化する中、識字教室の開催等を実施。
- 2007年、教育啓発の演劇により不登校を改善、識字教室の開催等を行う。藤原紀香が著書『紀香魂 - ハッピー・スピリット - 』の印税の一部をアフガニスタン支援に寄付。
- 2008年、バーミヤーンで、わかりやすい授業の方法と体罰なしの生徒指導の方法を題材に、教員向けの研修を実施。子ども向けには保健・衛生・栄養の教育事業を実施。
- 2009年、アフガニスタンを題材にした映画『子供の情景』の日本上映につき、アフガニスタンの子どもに本を贈るチャリティー運動「NO MORE WAR! MORE BOOKS! 爆弾よりも本を!」があり、バーミヤーンの子どもたちへの本の配布に協力している。第1回の配布は5,000冊。200冊ごとに1つの「移動式の図書箱」を用意する。「移動式の図書箱」とは、子どもたちが読書グループを形成して、子どもたちが自分より年下の子どもたちに本を読み聞かせるという、継続的な教育支援である。目的は、読み書きの力が上がること、道徳心や自信を育むことである。[5]

 インド共和国
- 2001年、インド西部地震での被害に支援活動を実施。

 インドネシア共和国
- 1988年、事業の資金協力を実施。
- 2005年、スマトラ沖津波での被害に支援活動を実施。
- 2006年、ジャワ島中部地震での被害に支援活動を実施。
- 2009年、スマトラ島沖地震 (2009年) での被害に支援活動を実施。

 カンボジア王国
- 2004年、世界の各セーブ・ザ・チルドレンとともに支援を開始した。

 スリランカ民主社会主義共和国
- 2008年、内戦による国内避難民の支援活動を開始した。内戦で精神的にショックを受けた子どもに安全な遊び場の提供、子どもへの保護意識を大人に啓発、教育施設の修復と建設、食料支援等をしている。

 タイ王国
- 1986年から1989年、事業の資金協力を実施。
- 1992年、SCJ事務所をタイに開設、青少年事業開始。
- 2001年、タイでの事業を終了する。

 中国
- 2008年、四川大地震での被害に支援活動を実施し、翌年8月に活動終了。

 日本国
- 2002年、SCJとその他2つのNGO団体が、日本の文部科学省と協力して「アフガンキッズ・プロジェクト」を開催。当プロジェクトにより、日本全国の小学校、中学校、高等学校の生徒にアフガニスタンの状況を伝え、支援を呼びかけた。同年末より、藤原紀香がアフガニスタン訪問時に撮影した写真の展覧会を東京国際フォーラムで開催し、全収益が「セーブ・ザ・チルドレン藤原紀香アフガニスタン基金」に充てられ、アフガニスタンで教育支援に使われている[8]。
- 2003年、日本の子どもへの教育事業「Speaking Out - みんなで話そう - 」開始。Speaking Outには国際協力活動の情報提供等のプログラムがあり、子どもが子ども自身について学ぶことができる。
- 2021年、ディーン・フジオカの支援プロジェクト「DEAN FUJIOKA絵本寄贈の旅#SavewithFamBam」に協力。READYFORによるクラウドファンディングで集まった支援金と、彼自身が手掛けた絵本『ふぁむばむ』の収益の一部から、「作品に描かれたテーマについて、子どもたちへ学ぶ機会を提供したい」と考えている日本全国の保育園や幼稚園、放課後児童クラブなどの子ども向け施設に『ふぁむばむ』を寄贈する[9][10]。
- その他、子どもへの暴力根絶の啓発・提言・研究の事業、子どもの権利を社会に広めるチャイルド・ライツ・センターの事業、しつけと子育ての「ポジティブ・ディシプリン」を広める事業等がある。

 ネパール連邦民主共和国
- 1987年から1989年、事業の資金協力を実施。
- 1992年、SCJ事務所を開設し、農村開発事業を開始した。
- 2004年、南アジアで洪水が発生[11]。SCJ活動地域ダヌシャ郡、マホタリ郡、サプタリ郡の3郡で、提携しているネパールのNGOとともに物資配布、救護活動、避難場所の設備増強にあたる。
- 2007年、南アジア大洪水[4] (2007 South Asian floods) での被害に支援活動を実施し、ネパールの提携NGOとともに支援にあたる。
- 2008年、これまでの就学支援に加えて、教育の質的向上の支援、分校建設、識字教室開催等にあたる。ヒンドゥー教のカースト制度で最下位の「ドム」が暮らす集落で、国際協力機構 (JICA) の協力のもと、教育事業を開始した。
- 2009年、中西部のジャジャルコット郡周辺で急性水性下痢が発生し、ネパール政府や各国セーブ・ザ・チルドレンらとともに支援にあたる。

 パキスタン・イスラム共和国
- 2005年、パキスタン地震での被害に支援活動を実施。

 バングラデシュ人民共和国
- 1987年から1988年、事業の資金協力を実施。

 フィリピン共和国
- 1986年から1989年、事業の資金協力を実施。
- 1991年、SCJ事務所を開設し、都市貧困層の支援事業開始。
- 1992年、ピナトゥボ山噴火の被災者とストリートチルドレンへの事業開始。
- 2002年、フィリピンでの事業を終了する。

 ベトナム社会主義共和国
- 1995年、SCJ事務所を開設し、栄養改善事業を開始した。事務所開設以来、子どもへの支援の一環として、子ども教育を母親に啓発している。
- 2009年、「OPPAI PROJECT」 (母乳育児のプロジェクト) がベトナムで開始した。世界では年間694万人が、栄養失調を理由に1歳未満で死亡している。母乳は赤ちゃんに理想的な栄養と、感染症の抗体が含まれるため、母乳育児により乳児死亡率の改善が期待されている。藤原紀香が母乳育児活動の視察にベトナムを訪問した。[6]

 ミャンマー連邦
- 1999年、栄養改善事業を開始した。
- 2008年、サイクロン・ナルギスでの被害に支援活動を実施。

 モンゴル国
- 2007年から事業を開始した。ストリートチルドレンの生活支援、障害児のリハビリ支援、通学のための統合教育、保護者による暴力や育児放棄問題への取り組み等を実施。
- 2009年、ウランバートルを中心とした大洪水での被害に支援活動を実施。
- 2021年、ディーン・フジオカの支援プロジェクト「DEAN FUJIOKA絵本寄贈の旅#SavewithFamBam」に協力。READYFORによるクラウドファンディングで集まった支援金と、彼自身が手掛けた絵本『ふぁむばむ』の収益の一部から、モンゴルの幼稚園・公立小学校に、就学前の子どもに適した学びを提供するようセレクトした絵本や学習教材・教育玩具を寄贈する[9][10]。

### 中南米
グアテマラ共和国
- 2004年、世界の各セーブ・ザ・チルドレンとともに支援を開始した。

 メキシコ合衆国
- 1988年、事業の資金協力を実施。

### 北米
アメリカ合衆国
- 2002年、アメリカの知的障害児等の支援としてSCJに集まった寄付金を、アメリカのセーブ・ザ・チルドレンの「危機にあるアメリカの子ども基金」に提供した。

### ヨーロッパ
ユーゴスラビア連邦共和国
- 1994年、ユーゴスラビア紛争にあった連邦共和国に、アメリカのセーブ・ザ・チルドレンと合同で支援を実施した。

-- 参考文献は「脚注」「脚注」「脚注」